# Chorizandra multiarticulata
Chorizandra multiarticulata là một loài thực vật có hoa trong họ Cói. Loài này được Nees mô tả khoa học đầu tiên năm 1841.